# Willy Zick
Wilhelm „Willy“ Zick (* 8. Mai 1895 in Oberhausen; † 1972) war ein deutscher Jagdflieger, Motorradrennfahrer und Unternehmer.

## Karriere
Willy Zick diente während des Ersten Weltkrieges bei den Luftstreitkräften des Deutschen Kaiserreiches als Jagdflieger. Im Alter von knapp 30 Jahren errang er beim Bergrennen Durlach–Thomashof auf einer DKW mit einem Klassensieg seinen ersten größeren Erfolg.
Im Jahr 1925 startete er vornehmlich für den österreichischen Hersteller Puch auf dem Modell LM, das wegen seines zigarreförmigen Kraftstofftanks auch als Zeppelin-Puch bekannt war. Die Maschine verfügte über einen Zweizylindermotor mit 36 mm Bohrung und 60 mm Hub und leistete aus 122 cm³ Hubraum etwa 2 PS bei 2500/min. Zick siegte mit der LM im Juni bei Rund um die Solitude in Stuttgart in der 125-cm³-Kategorie und wenig später, am 27. September 1925 in Berlin beim AVUS-Rennen für Motorräder in der 175-cm³-Klasse. Das Rennen war gleichzeitig als erster Großer Preis von Deutschland für Motorräder ausgeschrieben. Weitere Siege sind für Zick 1925 u. a. am Schauinsland bei Freiburg im Breisgau, beim Schienerberg-Rennen bei Radolfzell am Bodensee und bei der Pforzheimer Bergprüfungsfahrt verzeichnet.
Zick beendete wenig später seine aktive Rennfahrerkarriere, da seine Familie „den sofortigen Ausstieg aus dem gefährlichen Motorrad-Rennsport“ wünschte. Er widmete sich daraufhin der zivilen Fliegerei und war ab 1934 Generalvertreter der Steyr-Daimler-Puch AG in Südbaden. Im Jahr 1951 musste er sich wegen einer schweren Krankheit vom Geschäftsleben zurückziehen. Willy Zick starb 1972.

## Erfolge
| Jahr | Klasse  | Maschine | Rennen                                           | Strecke  |
| ---- | ------- | -------- | ------------------------------------------------ | -------- |
| 1925 | 125 cm³ | Puch     | Rund um die Solitude                             | Solitude |
| 1925 | 125 cm³ | Puch     | Großer Preis von Deutschland / AVUS-Herbstrennen | AVUS     |